# 新施蒂夫特-因内尔曼钦
新施蒂夫特-因内尔曼钦是奥地利下奥地利州圣帕尔滕兰县的一个市镇。总面积14.9平方公里，总人口1405人，人口密度94.3人/平方公里（2005年）。